# Biuro ds. Korporacji
Biuro ds. Korporacji (ang. Bureau of Corporation) – amerykańska instytucja rządowa utworzona w 1903 roku w ramach Departamentu Pracy i Handlu.